# Christian Kratz
Christian George Nicolas Kratz (ur. 28 stycznia 1953 w Strasburgu) – francuski duchowny katolicki, biskup pomocniczy Strasburga od 2001.

## Życiorys
Święcenia kapłańskie otrzymał 25 czerwca 1978. Był m.in. rektorem seminarium w Strasburgu (1985-1998).

### Episkopat
18 grudnia 2000 papież Jan Paweł II mianował go biskupem pomocniczym archidiecezji Strasburg, ze stolicą tytularną Themisonium. Sakry biskupiej udzielił mu 14 stycznia 2001 ówczesny arcybiskup Strasburga – Joseph Doré.